# Marco Cellini
Marco Cellini (Firenze, 19 maggio 1981) è un allenatore di calcio ed ex calciatore italiano, di ruolo attaccante, tecnico del Grassina.

## Caratteristiche tecniche

### Giocatore
Era un attaccante, in grado di agire da prima o seconda punta.

## Carriera

### Giocatore
Inizia a giocare a calcio nelle giovanili dell'Affrico. Nel 1998 viene tesserato dal Prato, in Serie C2. Dopo alcune esperienze in terza serie, il 18 luglio 2006 viene acquistato dall'AlbinoLeffe, nell'ambito del passaggio di Emiliano Testini alla Triestina, che deteneva parte del cartellino di Cellini. Esordisce in Serie B il 15 settembre contro in AlbinoLeffe-Modena (0-0), subentrando al 64' al posto di Andrea Rabito. Mette a segno la sua prima rete in campionato il 28 ottobre contro il Napoli (1-0 per i seriani). Termina la stagione segnando 7 reti in 26 presenze. La stagione successiva trascina la squadra ai play-off per la promozione in Serie A, segnando 23 reti nel torneo regolare. Agli spareggi l'AlbinoLeffe raggiunse la finale contro il Lecce, che risultò tuttavia vittorioso conquistando la promozione a discapito dei seriani.
L'8 luglio 2010 firma un biennale con il Varese, neopromosso in Serie B. Il 31 gennaio 2011 viene ceduto a titolo temporaneo al L.R. Vicenza, nell'ambito di uno scambio che porta Alemão a vestire la maglia del Varese. A fine stagione torna al Varese, venendo aggregato all'organico del tecnico Benito Carbone. Dopo aver chiuso il girone di andata con uno score di 5 reti in 18 gare, il 31 gennaio 2012 si trasferisce in prestito al Modena. Il 21 aprile mette a segno una tripletta – la prima in carriera – nel successo esterno contro l'Empoli (1-3 il finale). Termina l'esperienza con i canarini segnando 7 reti in 13 presenze.
Il 17 luglio 2012 firma un biennale con la Juve Stabia, in Serie B. Il 2 settembre 2013 viene tesserato dalla Carrarese, in Lega Pro Prima Divisione. Il 15 novembre 2014 mette a segno una quaterna contro il Pro Piacenza (4-0). L'11 gennaio 2015 realizza una tripletta nel derby vinto 5-1 contro il Tuttocuoio. Conclude la sua esperienza con gli azzurri con uno score di 26 reti in 58 presenze. 
Il 3 luglio 2015 viene ingaggiato dalla SPAL, in Lega Pro. Termina l'annata segnando 21 reti – da segnalare le tre triplette segnate in campionato contro Lucchese, Lupa Roma e Savona, a cui si aggiunge quella segnata in Coppa Italia Lega Pro contro il Santarcangelo – in 31 presenze complessive, contribuendo alla promozione degli estensi in Serie B. Il 22 maggio successivo vince anche la Supercoppa di Lega Pro.
L'8 luglio 2016 passa a titolo definitivo al Livorno. Dopo aver segnato 11 reti in 19 presenze, il 29 gennaio 2017 – nel corso del match casalingo disputato contro il Como – riporta la rottura del legamento crociato anteriore del ginocchio sinistro, terminando così anzitempo la stagione.
Nel luglio 2017 a Coverciano si allena con altri giocatori svincolati e inizia il corso da allenatore UEFA B che consente di allenare in Serie D. L'8 agosto 2017 viene ingaggiato dall'Arezzo. Il 14 luglio 2018 firma un contratto annuale con la Pistoiese, in Serie C. Il 28 maggio 2019 si trasferisce al Prato – con cui aveva esordito tra i professionisti – in Serie D. Termina la stagione – conclusa a febbraio a causa dell'emergenza epidemiologica da COVID-19 – segnando 6 reti in 15 presenze. Il 6 luglio 2020 rinnova l'accordo con il Prato fino al 2021.

### Allenatore
Il 25 luglio 2021 viene nominato tecnico della formazione Juniores del Grassina. Il 25 ottobre 2022 subentra alla guida della prima squadra, impegnata nel campionato di Promozione, con cui nel 2024 conquista la promozione in Eccellenza.

## Calcioscommesse
Coinvolto nel calcioscommesse insieme ad altri suoi ex compagni dell'AlbinoLeffe, il 31 maggio 2012 patteggiando viene squalificato per 4 mesi.

## Statistiche

### Presenze e reti nei club
| Stagione           | Squadra            | Campionato         | Campionato | Campionato | Coppe nazionali | Coppe nazionali | Coppe nazionali | Coppe continentali | Coppe continentali | Coppe continentali | Altre coppe | Altre coppe | Altre coppe | Totale | Totale |
| Stagione           | Squadra            | Comp               | Pres       | Reti       | Comp            | Pres            | Reti            | Comp               | Pres               | Reti               | Comp        | Pres        | Reti        | Pres   | Reti   |
| ------------------ | ------------------ | ------------------ | ---------- | ---------- | --------------- | --------------- | --------------- | ------------------ | ------------------ | ------------------ | ----------- | ----------- | ----------- | ------ | ------ |
| 1998-1999          | Prato              | C2                 | 6          | 0          | CI-C            | 3               | 0               | -                  | -                  | -                  | -           | -           | -           | 9      | 0      |
| ago.-ott. 1999     | Prato              | C2                 | 2          | 0          | CI-C            | 3               | 0               | -                  | -                  | -                  | -           | -           | -           | 5      | 0      |
| ott. 1999-2000     | Fucecchio          | CND                | 26         | 6          | CI-D            | 0               | 0               | -                  | -                  | -                  | -           | -           | -           | 26     | 6      |
| 2000-2001          | Prato              | C2                 | 18+1       | 2          | CI-C            | 11              | 4               | -                  | -                  | -                  | -           | -           | -           | 30     | 6      |
| 2001-2002          | Prato              | C2                 | 26         | 1          | CI+CI-C         | 3+5             | 1+3             | -                  | -                  | -                  | -           | -           | -           | 34     | 5      |
| 2002-2003          | Montevarchi        | C2                 | 29         | 5          | CI-C            | 2               | 0               | -                  | -                  | -                  | -           | -           | -           | 31     | 5      |
| 2003-2004          | Montevarchi        | C2                 | 25         | 2          | CI-C            | 4               | 1               | -                  | -                  | -                  | -           | -           | -           | 29     | 3      |
| Totale Montevarchi | Totale Montevarchi | Totale Montevarchi | 54         | 7          |                 | 6               | 1               |                    | -                  | -                  |             | -           | -           | 60     | 8      |
| 2004-2005          | Foggia             | C1                 | 33         | 12         | CI-C            | 0               | 0               | -                  | -                  | -                  | -           | -           | -           | 33     | 12     |
| 2005-2006          | Perugia            | C1                 | 32         | 16         | -               | -               | -               | -                  | -                  | -                  | -           | -           | -           | 32     | 16     |
| 2006-2007          | AlbinoLeffe        | B                  | 26         | 7          | CI              | 0               | 0               | -                  | -                  | -                  | -           | -           | -           | 26     | 7      |
| 2007-2008          | AlbinoLeffe        | B                  | 38+3       | 23         | CI              | 1               | 0               | -                  | -                  | -                  | -           | -           | -           | 42     | 23     |
| 2008-2009          | AlbinoLeffe        | B                  | 31         | 5          | CI              | 2               | 0               | -                  | -                  | -                  | -           | -           | -           | 33     | 5      |
| 2009-2010          | AlbinoLeffe        | B                  | 33         | 11         | CI              | 0               | 0               | -                  | -                  | -                  | -           | -           | -           | 33     | 11     |
| Totale AlbinoLeffe | Totale AlbinoLeffe | Totale AlbinoLeffe | 128+3      | 46         |                 | 3               | 0               |                    | -                  | -                  |             | -           | -           | 134    | 46     |
| 2010-gen. 2011     | Varese             | B                  | 20         | 2          | CI              | 1               | 1               | -                  | -                  | -                  | -           | -           | -           | 21     | 3      |
| gen.-giu. 2011     | Vicenza            | B                  | 15         | 1          | CI              | -               | -               | -                  | -                  | -                  | -           | -           | -           | 15     | 1      |
| 2011-gen. 2012     | Varese             | B                  | 18         | 5          | CI              | 1               | 0               | -                  | -                  | -                  | -           | -           | -           | 19     | 5      |
| Totale Varese      | Totale Varese      | Totale Varese      | 38         | 7          |                 | 2               | 1               |                    | -                  | -                  |             | -           | -           | 40     | 8      |
| gen.-giu. 2012     | Modena             | B                  | 13         | 7          | CI              | -               | -               | -                  | -                  | -                  | -           | -           | -           | 13     | 7      |
| 2012-2013          | Juve Stabia        | B                  | 27         | 2          | CI              | 1               | 0               | -                  | -                  | -                  | -           | -           | -           | 28     | 2      |
| set. 2013          | Juve Stabia        | B                  | 0          | 0          | CI              | 1               | 0               | -                  | -                  | -                  | -           | -           | -           | 1      | 0      |
| Totale Juve Stabia | Totale Juve Stabia | Totale Juve Stabia | 27         | 2          |                 | 2               | 0               |                    | -                  | -                  |             | -           | -           | 29     | 2      |
| set. 2013-2014     | Carrarese          | 1D                 | 20         | 8          | CI-LP           | 0               | 0               | -                  | -                  | -                  | -           | -           | -           | 20     | 8      |
| 2014-2015          | Carrarese          | LP                 | 38         | 18         | CI-LP           | 2               | 0               | -                  | -                  | -                  | -           | -           | -           | 40     | 18     |
| Totale Carrarese   | Totale Carrarese   | Totale Carrarese   | 58         | 26         |                 | 2               | 0               |                    | -                  | -                  |             | -           | -           | 60     | 26     |
| 2015-2016          | SPAL               | LP                 | 26         | 17         | CI+CI-LP        | 1+2             | 0+3             | -                  | -                  | -                  | S-LP        | 2           | 1           | 31     | 21     |
| 2016-2017          | Livorno            | LP                 | 19         | 11         | CI+CI-LP        | 1+1             | 1+0             | -                  | -                  | -                  | -           | -           | -           | 21     | 12     |
| 2017-2018          | Arezzo             | C                  | 14         | 2          | CI+CI-C         | 0+1             | 0               | -                  | -                  | -                  | -           | -           | -           | 15     | 2      |
| 2018-2019          | Pistoiese          | C                  | 24         | 1          | CI+CI-C         | 1+1             | 0               | -                  | -                  | -                  | -           | -           | -           | 25     | 1      |
| 2019-2020          | Prato              | D                  | 14         | 6          | CI-D            | 1               | 0               | -                  | -                  | -                  | -           | -           | -           | 15     | 6      |
| 2020-2021          | Prato              | D                  | 13+1       | 3          | -               | -               | -               | -                  | -                  | -                  | -           | -           | -           | 14     | 3      |
| Totale Prato       | Totale Prato       | Totale Prato       | 79+2       | 12         |                 | 26              | 8               |                    | -                  | -                  |             | -           | -           | 107    | 20     |
| Totale carriera    | Totale carriera    | Totale carriera    | 591        | 173        |                 | 47              | 14              |                    | -                  | -                  |             | 2           | 1           | 640    | 188    |

### Statistiche da allenatore
Statistiche aggiornate al 1º dicembre 2024.
| Stagione        | Squadra         | Campionato      | Campionato | Campionato | Campionato | Campionato | Coppe nazionali | Coppe nazionali | Coppe nazionali | Coppe nazionali | Coppe nazionali | Coppe continentali | Coppe continentali | Coppe continentali | Coppe continentali | Coppe continentali | Altre coppe | Altre coppe | Altre coppe | Altre coppe | Altre coppe | Totale | Totale | Totale | Totale | % Vittorie | Piazzamento    |
| Stagione        | Squadra         | Comp            | G          | V          | N          | P          | Comp            | G               | V               | N               | P               | Comp               | G                  | V                  | N                  | P                  | Comp        | G           | V           | N           | P           | G      | V      | N      | P      | %          | Piazzamento    |
| --------------- | --------------- | --------------- | ---------- | ---------- | ---------- | ---------- | --------------- | --------------- | --------------- | --------------- | --------------- | ------------------ | ------------------ | ------------------ | ------------------ | ------------------ | ----------- | ----------- | ----------- | ----------- | ----------- | ------ | ------ | ------ | ------ | ---------- | -------------- |
| 2022-2023       | Grassina        | Prom.           | 20+1       | 11         | 7+1        | 2          | CI-P            | 3               | 1               | 1               | 1               | -                  | -                  | -                  | -                  | -                  | -           | -           | -           | -           | -           | 24     | 12     | 9      | 3      | 50,00      | subentrato, 4º |
| 2023-2024       | Grassina        | Prom.           | 30+2       | 15+2       | 11         | 4          | CI-P            | 4               | 2               | 1               | 1               | -                  | -                  | -                  | -                  | -                  | -           | -           | -           | -           | -           | 36     | 19     | 12     | 5      | 52,78      | 3º (prom.)     |
| 2024-2025       | Grassina        | Ecc.            | 13         | 4          | 5          | 4          | CI-Dil          | 3               | 2               | 1               | 0               | -                  | -                  | -                  | -                  | -                  | -           | -           | -           | -           | -           | 16     | 6      | 6      | 4      | 37,50      | in corso       |
| Totale carriera | Totale carriera | Totale carriera | 66         | 32         | 24         | 10         |                 | 10              | 5               | 3               | 2               |                    | -                  | -                  | -                  | -                  |             | -           | -           | -           | -           | 76     | 37     | 27     | 12     | 48,68      |                |

## Palmarès

### Club

#### Competizioni nazionali
- Coppa Italia Serie C: 1

Prato: 2000-2001
- Serie C2: 1

Prato: 2001-2002 (Girone A)
- Lega Pro: 1

SPAL: 2015-2016 (Girone B)
- Supercoppa di Lega Pro: 1

SPAL: 2016